# Eudistoma clavatum
Eudistoma clavatum is een zakpijpensoort uit de familie van de Polycitoridae. De wetenschappelijke naam van de soort is voor het eerst geldig gepubliceerd in 2008 door Rocha & Bonnet.